# Dolichoderus oviformis
Espèce
Dolichoderus oviformis est une espèce fossile de fourmis de la sous-famille des Dolichoderinae, de la tribu des Dolichoderini dans le genre Dolichoderus.

## Classification
L'espèce Dolichoderus oviformis est décrite en 1937 par le paléontologue français Nicolas Théobald (1903-1981) dans sa thèse. 

### Fossiles
L'holotype R582 ♀, de l'ère Cénozoïque, et des époques Éocène et Oligocène (38 à 28,1 Ma) faisait partie de la collection Mieg du musée de Bâle en Suisse et vient du gisement de Kleinkembs (mine de sel). Il a deux coytpes R586 ♂ et R748 ♂ de la même collection allemande.
Il y a aussi un paratype C34 ouvrière ♀ venant des terrains sannoisiens de formation de Célas dans le Gard, et des collections du Muséum d'histoire naturelle de Marseille, ainsi que deux cotypes ♂ C33 et C30 de la même provenance. L'échantillon numéro C33 a été attribué par Fernand Meunier (1914) à Formica ophtalmica Heer 1849 ; mais la nervation des ailes ne permet pas de le ranger dans le genre Formica. F. ophtalmica est d'ailleurs de proportions et de dimensions différentes.

### Confirmation du genreDolichoderus
L'espèce Dolichoderus affectus est confirmée dans le genre Dolichoderus en 2012 par le myrmécologue anglais Barry Bolton (1938-).

### Étymologie
L'épithète spécifique oviformis signifie en latin « en forme d'œuf ».

## Description

### Caractères
La diagnose de Nicolas Théobald en 1937, : Cette fourmi a le 

« corps brun jaunâtre. Tête large, mandibules saillantes ; yeux ovales. Cou net. Thorax ovale, tronqué à l'arrière ; mésonotum large ; pronotum non visible à la face dorsale ; scutellum subrectangulaire. Pétiole formé d'un segment globuleux. Abdomen gros renflé ; quatre segments bien séparés (cinq dans R86). Ailes à nervation bien conservée ; deux cellules cubitales ; une cellule discoïdale quadrangulaire, un peu allongée ; cellule radiale fermée ; les ailes atteignent à peine l'extrémité de l'abdomen. ».

### Dimensions
La longueur totale de l'holotype R82 femelle est de 9,25 mm, et la longueur de l'aile est de 5,5 mm. La longueur totale de l'holotype R586 male est de 9,5 mm, et la longueur de l'aile est de 6 mm. 
La longueur totale du spécimen C34 est de 8 mm et celle de C33 de 11 mm.

## Galerie
- Autres fossiles, mâle et femelle, de la formation de Célas en 1937 par N. Th.
- Dolichoderus oviformis male éch. C33 Célas.
- Dolichoderus oviformis femelle éch. C34 Célas.

- Ailes d'espèces vivantes du genre Dolichoderus.
- Vue de profil de l'aile d'une fourmi Dolichoderus bispinosus.
- Vue de profil de l'aile d'une fourmi Dolichoderus quadripunctatus
- Vue de profil de l'aile d'une fourmi Ponera exotica.

- Quelques espèces vivantes du genre Dolichoderus.
- Dolichoderus attelaboides.
- Dolichoderus beccarii.
- Dolichoderus decollatus.
- Dolichoderus germaini.
- Dolichoderus lutosus.
- Dolichoderus plagiatus.
- Dolichoderus quadripunctatus, ouvrière.
- Dolichoderus sibiricus.
- Dolichoderus taschenbergi.
- Dolichoderus validus.

### Publication originale
- [1937] Nicolas Théobald, « Les insectes fossiles des terrains oligocènes de France 473 p., 17 fig., 7 cartes,13 tables, 29 planches hors texte », Bulletin Mensuel de la Société des Sciences de Nancy et Mémoires de la Société des sciences de Nancy, Imprimerie G. Thomas,‎ 1937, p. 1-473 (ISSN 1155-1119 et 2263-6439, OCLC 786027547). .